# Drugstore Cowboy
Drugstore Cowboy är en amerikansk film från 1989 regisserad av Gus Van Sant, med manus av Van Sant och Daniel Yost. Filmen är baserad på en novell av James Fogle. Huvudrollen innehas av Matt Dillon. Andra skådespelare är bland annat Kelly Lynch, Heather Graham och William S. Burroughs. Merparten av filmen är filmad i och runtomkring Portland, Oregon. 
Drugstore Cowboy blev Gus Van Sants genombrottsfilm.[källa behövs]

## Rollista
| Matt Dillon      | – Bob            |
| Kelly Lynch      | – Dianne         |
| James LeGros     | – Rick           |
| Heather Graham   | – Nadine         |
| Eric Hull        | – Druggist       |
| Max Perlich      | – David          |
| James Remar      | – Gentry         |
| John Kelly       | – Cop            |
| Grace Zabriskie  | – Bob's Mother   |
| George Catalano  | – Trousinski     |
| Janet Baumhover  | – Neighbor Lady  |
| Ted D'Arms       | – Neighbor Man   |
| Neal Thomas      | – Halamer        |
| Stephen Rutledge | – Motel Manager  |
| Beah Richards    | – Drug Counselor |